# Гнізділова Олена Анатоліївна
Оле́на Анато́ліївна Гнізді́лова (нар. 5 вересня 1974 року, Полтава) — педагог, доктор педагогічних наук (2012), доцент (2006), професор (2014).

## Біографічні дані
Народилася 5 вересня 1974 року в Полтаві.
У 1997 році закінчила Полтавський педагогічний університет, де працює з 2000: від 2016 року — завідувач кафедри дошкільної освіти.

## Наукова робота
Вивчає історію та здобутки науково-педагогічних шкіл України, актуальні проблеми вітчизняної та зарубіжної дошкільної освіти, специфіку формування професійної компетентності майбутнього вихователя.
У 2017 році за активного сприяння вченої в Полтавському педагогічному університеті ім. В. Г. Короленка була ліцензована освітня діяльність з підготовки докторів філософії зі спеціальності «Дошкільна освіта».
З 2016 по 2020 рік Гнізділова О. А. входила до складу науково-методичної комісії сектору вищої освіти Науково-методичної ради МОН (підкомісія з дошкільної освіти). Брала участь в розробленні «Стандарту вищої освіти за спеціальністю „Дошкільна освіта“» для бакалаврського і магістерського рівнів вищої освіти.
Авторка 250 наукових та науково-методичних праць, опублікованих у наукових вітчизняних та зарубіжних виданнях. Авторка і співавторка монографій, навчальних і навчально-методичних посібників, статей з питань модернізації змісту дошкільної освіти в Україні, впровадження інноваційних технологій в освітній процес дошкільних закладів і вищої школи, актуальних проблем виховання і навчання дітей раннього і дошкільного віку, теорії та практики професійної підготовки вихователів закладів дошкільної освіти, розвитку науково-педагогічної компетентності майбутніх фахівців як складової їх професіоналізму тощо.

### Основні праці
За ЕСУ:
- Володимир Короленко: педагогічні ідеї та досвід громадсько-просвітницької діяльності. — П., 2006;
- Наукові школи вищих педагогічних навчальних закладів Східної України XX століття: теорія, досвід, перспективи. — П., 2011;
- Наукові школи Харківського національного педагогічного університету імені Г. С. Сковороди. — Х., 2014;
- Педагогічний менеджмент як важлива складова системи освіти в Україні // Інноватика у вихованні. — 2021. — Вип. 14 (співавтор)[1].

## Нагороди
- Грамоти Полтавського національного педагогічного університету ім. В. Г. Короленка (2000, 2006, 2007, 2012, 2013, 2015); Полтавської обласної ради (2013, 2016);
- Лауреат Полтавської обласної премії імені Леоніда Бразова в номінації «Критика і літературознавство» (2015);
- подяки Національної академії педагогічних наук України (2017) і Міністерства освіти і науки України (2018)[2].